# Cyathea palaciosii
Cyathea palaciosii är en ormbunkeart som beskrevs av Robbin C. Moran. Cyathea palaciosii ingår i släktet Cyathea och familjen Cyatheaceae. Inga underarter finns listade.